# 가세촌 (아오모리현)
가세촌(嘉瀬村)은 아오모리현 기타쓰가루군에 놓여졌던 촌이다.

## 연혁
- 1889년 4월 1일 - 정촌제 시행에 의해 기타쓰가루군 가세촌, 나카카시와기촌, 비샤몬촌, 나가토미촌을 합병해, 가세촌이 발족하였다.
- 1955년 3월 1일 - 촌역을 분할하여 다이지나카 가시와기·가세·나가토미는 키타쓰가루군 가나기정·가라시촌과 합병해 가나기정을 신설해, 다이지비샤몬은 고쇼가와라시에 편입되어 소멸하였다.